# Жуково (Фіровський район)
Жуково — село у Фіровському районі Тверської області . Належить до Великожовтневого сільського поселення . Розташована на річці Цна, за 12 кілометрів на південь від районного центру Фірово . Межує з селом Альпакове .
Населення за переписом 2010 року – 421 особа, 207 чоловіків, 214 жінок.

## Історія
Входила до складу Кузнецовської волості Вишневолоцького повіту . У 1859 налічувалося 22 двори та 149 жителів, у 1886  - 38 дворів і 207 жителів, у 1920 - 17 дворів.
Промисли: сільськогосподарські роботи, візок дров.
У наш час в селі є адміністрація сільського округу, правління колгоспу "Пам'ять Ілліча", Жуковська початкова загальноосвітня школа, музична школа (під питанням), бібліотека, медпункт, магазин.